# Donovan Léon
Donovan Léon né le 3 novembre 1992 à Cayenne en Guyane est un footballeur français, international guyanais. Il joue actuellement au poste de gardien à l'AJ Auxerre.

## Biographie

### Jeunesse et formation
Donovan Léon débute dans le football au poste d'attaquant, mais à l'âge de 8 ans il change de poste et passe d’attaquant à  celui de gardien de but. Durant sa jeunesse, il s'essaie à d'autres sports : cyclisme et volley, mais il déclare préférer le football.
Il devient rapidement le capitaine des U14 de l'équipe de Guyane en 2007. Puis, la même année, il arrive sur le territoire métropolitain et rejoint le CSF Brétigny. Lors de son passage dans ce club formateur, il est contacté par le Paris Saint-Germain et le Stade rennais, mais il choisit de s'engager avec l'AJ Auxerre dont la partie formation est confiée à Francis De Taddeo.

### AJ Auxerre (2009-2015)
À son arrivée au centre de formation de l'AJ Auxerre, l'entraîneur des U17, Christian Henna juge que c'est un « garçon physique avec un gros potentiel » et à l'écoute pour sa progression. Il fait partie de la même promotion que le défenseur Christopher Jullien.
Il commence sa carrière professionnelle comme remplaçant d'Olivier Sorin. Il découvre le monde professionnel à 18 ans contre le Montpellier HSC le 6 août 2011 lors d'une défaite 3-1. La découverte du haut niveau est rude puisqu'il est jugé fautif sur le premier but du Montpellier HSC, un coup franc direct de Younès Belhanda. Pour son second match en Ligue 1 face à l'AS Nancy-Lorraine, il garde sa cage inviolée et est l'auteur d'une bonne prestation.
Gardien remplaçant d'Olivier Sorin, Donovan Léon commence à avoir du temps de jeu en Ligue 2 lors de la saison 2012-2013 où il participe à seize rencontres.
La saison suivante, Donovan Léon doit se contenter du banc de touche et ne joue que les coupes nationales. Malgré tout, Olivier Sorin se blesse gravement le 25 novembre 2013 contre le SM Caen. Donovan Léon se voit ainsi propulsé comme numéro 1. Après le remplacement de Bernard Casoni par Jean-Luc Vannuchi au printemps 2013, il garde la confiance du nouvel entraîneur. En fin de saison, à la suite d'un carton rouge contre le FC Metz, Donovan Léon perd sa place de titulaire au profit de Geoffrey Lembet qui participe aux cinq dernières journées de Ligue 2.
En cette fin de saison 2013-2014, il obtient sa première sélection internationale pour l'équipe de Guyane lors de la coupe caribéenne des nations. Au début de la saison 2014-2015, Donovan Léon est toujours le titulaire au poste de gardien de but. Il enchaîne les matchs avec seize titularisations en dix-sept matchs, mais le 19 décembre 2014, l'entraîneur Jean-Luc Vannuchi décide de titulariser Geoffrey Lembet dans les buts ajaistes. Durant la deuxième partie de saison, il n'est titulaire que lors des matchs de coupe de France.
Il est titulaire lors de la finale de Coupe de France le 30 mai 2015 face au Paris SG (perdue 1-0 par l'AJ Auxerre).

### Stade brestois (2015-2020)
Il termine son contrat avec l'AJ Auxerre le 30 juin 2015. Il est contacté deux mois plus tard par le Stade brestois 29, afin de pallier le départ d'Alexis Thébaux vers le Paris FC. Il s'engage avec le Stade brestois 29 pour deux saisons. Il est dans un premier temps la doublure de Joan Hartock.
En fin de contrat à l'issue de la saison 2019-2020, le Stade brestois lui propose une prolongation qu'il refuse puisqu'il ne se contente pas du rôle de doublure de Gautier Larsonneur. Il quitte donc le club breton après cinq années passées au club.

### AJ Auxerre (depuis 2020)
Le 23 juin 2020, Donovan Léon s'engage libre à l'AJ Auxerre. Il retourne ainsi dans le club où il a été formé et où il a passé six saisons entre 2009 et 2015. Il retrouve Attila Farkas, entraîneur des gardiens de l'AJ Auxerre déjà présent avant son départ, et Jean-Marc Furlan, entraîneur du Stade brestois 29 entre 2016 et 2019. Il est exclu dès la première journée de championnat à la suite d'un contact avec Yann Kitala (défaite 0-2). Lors de la saison de la remontée du club en Ligue 1, Donovan Léon se montre décisif par deux fois lors des séances de tirs au but, d'abord contre Sochaux, puis contre Saint-Étienne, permettant à l'AJA de remporter ses deux barrages.
Après la remontée en Ligue 1 de l'AJ Auxerre, il est relégué sur le banc des remplaçants avec l'arrivée de Benoît Costil pour le début de la saison 2022-2023. Il retrouve les cages lors de la saison 2023-2024 en Ligue 2 BKT et remporte avec l'AJ Auxerre le titre de Champion de France de ligue 2. 
Le 6 décembre 2024, lors du match contre le PSG, il réalise 11 arrêts et reçoit la note de 10/10 par l’Équipe. 
Le 17 janvier 2025, il prolonge son contrat jusqu'en juin 2027. 

## Statistiques de carrière
| Saison                | Club                  | Championnat           | Championnat | Championnat | Coupe nationale | Coupe nationale | Coupe de la Ligue | Coupe de la Ligue | Barrages d'accession | Barrages d'accession | Guyane | Guyane | Total | Total |
| Saison                | Club                  | Division              | M.          | B.          | M.              | B.              | M.                | B.                | M.                   | B.                   | M.     | B.     | M.    | B.    |
| 2011-2012             | AJ Auxerre            | Ligue 1               | 2           | 0           | 2               | 0               | 0                 | 0                 | -                    | -                    | -      | -      | 4     | 0     |
| 2012-2013             | AJ Auxerre            | Ligue 2               | 14          | 0           | 0               | 0               | 2                 | 0                 | -                    | -                    | -      | -      | 16    | 0     |
| 2013-2014             | AJ Auxerre            | Ligue 2               | 19          | 0           | 5               | 0               | 4                 | 0                 | -                    | -                    | 4      | 0      | 32    | 0     |
| 2014-2015             | AJ Auxerre            | Ligue 2               | 18          | 0           | 5               | 0               | -                 | -                 | -                    | -                    | 6      | 0      | 29    | 0     |
| Sous-total            | Sous-total            | Sous-total            | 53          | 0           | 12              | 0               | 6                 | 0                 | -                    | -                    | 10     | 0      | 81    | 0     |
| 2015-2016             | Stade brestois 29     | Ligue 2               | 2           | 0           | 2               | 0               | 0                 | 0                 | -                    | -                    | 4      | 0      | 8     | 0     |
| 2016-2017             | Stade brestois 29     | Ligue 2               | 2           | 0           | 2               | 0               | 2                 | 0                 | -                    | -                    | 4      | 0      | 10    | 0     |
| 2017-2018             | Stade brestois 29     | Ligue 2               | 0           | 0           | 1               | 0               | 0                 | 0                 | -                    | -                    | 3      | 0      | 4     | 0     |
| 2018-2019             | Stade brestois 29     | Ligue 2               | 1           | 0           | 3               | 0               | 2                 | 0                 | -                    | -                    | 3      | 0      | 9     | 0     |
| 2019-2020             | Stade brestois 29     | Ligue 1               | 2           | 0           | 0               | 0               | 3                 | 0                 | -                    | -                    | 1      | 0      | 6     | 0     |
| Sous-total            | Sous-total            | Sous-total            | 7           | 0           | 8               | 0               | 7                 | 0                 | -                    | -                    | 15     | 0      | 37    | 0     |
| 2020-2021             | AJ Auxerre            | Ligue 2               | 36          | 0           | 0               | 0               | -                 | -                 | -                    | -                    | -      | -      | 36    | 0     |
| 2021-2022             | AJ Auxerre            | Ligue 2               | 38          | 0           | 0               | 0               | -                 | -                 | 3                    | 0                    | 3      | 0      | 44    | 0     |
| 2022-2023             | AJ Auxerre            | Ligue 1               | 2           | 0           | 3               | 0               | -                 | -                 | -                    | -                    | 4      | 0      | 9     | 0     |
| 2023-2024             | AJ Auxerre            | Ligue 2               | 37          | 0           | -               | -               | -                 | -                 | -                    | -                    | 3      | 0      | 40    | 0     |
| 2024-2025             | AJ Auxerre            | Ligue 1               | 32          | 0           | -               | -               | -                 | -                 | -                    | -                    | 2      | 0      | 34    | 0     |
| Sous-total            | Sous-total            | Sous-total            | 145         | 0           | 3               | 0               | 0                 | 0                 | 3                    | 0                    | 12     | 0      | 163   | 0     |
| Total sur la carrière | Total sur la carrière | Total sur la carrière | 205         | 0           | 23              | 0               | 13                | 0                 | 3                    | 0                    | 37     | 0      | 281   | 0     |

## Palmarès
- AJ Auxerre
  - Finaliste de la Coupe de France en 2015
  - Champion de France de Ligue 2 en 2024.

- Stade Brestois 29
  - Vice-Champion de Ligue 2 en 2019